# Fiat Brevetti
Fiat Brevetti – samochód osobowy produkowany przez Fiata w latach 1905–1908. Został zaprezentowany w 1905 roku po przejęciu grupy Ansaldi. Razem z Ansaldi Fiat przygotował projekt Fiat 10-12 HP, przemianowany na Brevetti w 1906 roku. Druga seria pod nazwą Brevetti 2 lub Fiat 15-25 HP produkowana była w latach 1908–1912.
Jednostką napędową był 4-cylindrowy, rzędowy silnik górnozaworowy o pojemności 3052 cm3 i mocy 22 KM, która w drugiej serii (Brevetti 2) zwiększona została do 25 KM. Przeniesienie napędu realizowane było poprzez 4-biegową skrzynkę biegów (plus bieg wsteczny). Początkowo moment obrotowy przekazywany był na koła tylne za pomocą łańcucha (lata 1905–1906), następnie wprowadzono wał napędowy. Prędkość maksymalna obu wersji wynosiła ok. 60 km/h.
W wersji Brevetti 2, poza nieznacznie wzmocnionym silnikiem, zmniejszony został również rozstaw osi o 20 mm.
Wyprodukowano ponad 1500 egzemplarzy obu wersji.